# Paketingan
Paketingan is een bestuurslaag in het regentschap Cilacap van de provincie Midden-Java, Indonesië. Paketingan telt 2695 inwoners (volkstelling 2010).